# Cultura Española (revista)
Cultura Española fue una revista cultural editada en Madrid entre 1906 y 1909, sucesora de la Revista de Aragón.
La revista dio un «carácter más amplio, nacional» a su antecesora aragonesa. Dirigida por Eduardo Ibarra Rodríguez y Julián Ribera y Tarragó, contó con la participación de autores como Elías Tormo, Severino Aznar, José Ibáñez Marín, Antonio Vives Escudero, Rafael Altamira, Manuel Gómez-Moreno, Eduardo Gómez de Baquero, Alberto Gómez Izquierdo, Gabriel Maura Gamazo, Miguel Asín Palacios, Ramón Menéndez Pidal o Vicente Lampérez entre otros, y constituyó un precedente del Centro de Estudios Históricos de la JAE, fundado en 1910.